# 362 a. C.
El año 362 a. C. fue un año del calendario romano prejuliano. En el Imperio romano se conocía como el Año del consulado de Ahala y Aventinense (o menos frecuentemente, año 392 ab urbe condita). 

## Acontecimientos
- Los estados de Qin, Han y Zhao derrotan el estado de Wei y Qin captura al príncipe de Wei. Tiene lugar entonces la batalla de Shaoliang entre Qin y Wei, pierde Wei y Qin captura al primer ministro de Wei.
- El rey Agesilao II de Esparta llega con mil hombres a ayudar a Egipto en su lucha con Imperio aqueménida, de Persia.
- El estallido de la guerra civil en la liga de Arcadia lleva a que Mantinea luche junto con Esparta y Atenas, mientras que Tegea y otros miembros de la liga junto con Tebas. El general tebano Epaminondas encabeza el enorme ejército aliado en el Peloponeso. Se encuentra con Esparta (guiado por el general espartano Arquidamo III), Atenas, y sus aliados en la Batalla de Mantinea. En la batalla, Epaminondas resulta victorioso pero es asesinado. Su último mando de que se hiciera la paz con el enemigo es seguido por todos los bandos y se establece una paz generalizada en Grecia. El período de dominio tebano de Grecia llega al final.
- En el Imperio persa, Mausolo de Caria se une a la revuelta de los sátrapas de Anatolia contra el rey persa Artajerjes II.

## Nacimientos
- Alejandro de Epiro, rey de la Grecia Antigua (m. 331 a. C.)
- Eumenes de Cardia, general y erudito griego (m. 316 a. C.)
- Filemón, poeta griego (m. 262 a. C.)

## Fallecimientos
- Ariobarzanes, sátrapa persa de la Frigia helespóntica perteneciente a la dinastía farnácida.
- Epaminondas, líder tebano (n. h. 418 a. C.).